# Ulnarni ispružač zapešća
Ulnarni ispružač zapešća (lat. musculus extensor carpi ulnaris) mišić je stražnje strane podlaktice. Mišić inervira lat. nervus radialis.

## Polazište i hvatište
Mišić polazi s dvije glave:
- zajedničkom glavom mišića ispružača,
- stražnja strana lakatne kosti i medijalni rub lakatnog vrha (grč. olecranon)

Mišić se hvata tetivom na ulnarnu stranu pete kosti zapešća.